# Umbraria
Umbraria je biljni rod iz porodice trpučevki  (Plantaginaceae). Pripadaju mu dvije  vrste u jugoistočnom Brazilu. Opisan je u Bot. J. Linn. Soc. 200: 212, 2022.. 

## Opis
Rod je nastao 2022. kako bi se u njega smjestile dvije vrste izdvojene iz roda Stemodia 

## Vrste
1. Umbraria microphylla (J.A.Schmidt) Scatigna; Minas Gerais
2. Umbraria veronicoides (J.A.Schmidt) Scatigna; Minas Gerais, Espirito Santo, Rio de Janeiro